# Дискография Эми Уайнхаус
Дискография британской певицы Эми Уайнхаус включает два студийных альбома и десять синглов.
Дебютный альбом Уайнхаус Frank, выпущенный в Великобритании на Island Records в октябре 2003 года, занял тринадцатое место в британском чарте альбомов, однако ни один из четырёх синглов с пластинки не поднялся выше 57-й строки. Её второй альбом Back to Black, изданный в октябре 2006 года, возглавил хит-парад Великобритании и добрался до седьмой позиции в американском Billboard 200. Он получил сертификат пятикратно платинового диска от Британской ассоциации производителей фонограмм и стал самым продаваемым альбомом 2007 года в Великобритании. Первый сингл с альбома «Rehab» занял седьмое место в британском чарте синглов и девятое — в американском Billboard Hot 100. Второй сингл «You Know I’m No Good» добрался до восемнадцатой строчки в Британии. В качестве синглов также были выпущены заглавный трек «Back to Black», «Tears Dry on Their Own» и «Love Is a Losing Game». Специальное подарочное издание этого альбома было выпущено в Великобритании в ноябре 2007 года и тоже возглавляло чарты. К середине 2009 года общий тираж Back to Black составил 2 985 303 экземпляров, и он занял восемнадцатое место среди самых продаваемых альбомов в Британии за всю историю.
Уайнхаус участвовала в записи с другими исполнителями, как например в песне «Valerie» из альбома Марка Ронсона Version. Этот сингл занял второе место в Великобритании. Она вместе с Матиа Буэной, бывшей участницей группы Sugababes, записали песню «B Boy Baby» для сольного альбома последней Real Girl.

## Альбомы

### Студийные альбомы
| Альбом                                                                                              | Высшие места в чартах | Высшие места в чартах | Высшие места в чартах | Высшие места в чартах | Высшие места в чартах | Высшие места в чартах | Высшие места в чартах | Высшие места в чартах | Высшие места в чартах | Высшие места в чартах | Высшие места в чартах | Сертификации |
| Альбом                                                                                              | UK                    | AUS                   | AUT                   | FRA                   | GER                   | IRE                   | NLD                   | NZ                    | SWI                   | US                    | CAN                   | Сертификации |
| --------------------------------------------------------------------------------------------------- | --------------------- | --------------------- | --------------------- | --------------------- | --------------------- | --------------------- | --------------------- | --------------------- | --------------------- | --------------------- | --------------------- | --- |
| Frank - Выпущен: 20 октября 2003 - Лейбл: Island (#9812918) - Форматы: CD, цифровая загрузка        | 13                    | 68                    | 7                     | 11                    | 12                    | 22                    | 68                    | 25                    | 20                    | 61                    | —                     | - UK: 3× Платиновый - FRA: Золотой - GER: Платиновый - SWI: Платиновый                                                                                                |
| Back to Black - Выпущен: 4 октября 2006 - Лейбл: Island (#1713041) - Форматы: CD, цифровая загрузка | 1                     | 4                     | 1                     | 1                     | 1                     | 1                     | 1                     | 1                     | 1                     | 2                     | 4                     | - UK: 6× Платиновый (стандартное издание) - UK: 2× Платиновый (подарочное издание) - AUS: 2× Платиновый - GER: 6× Платиновый - SWI: 6× Платиновый - US: 2× Платиновый |

### Сборники
| Альбом                                                                                               | Высшие места в чартах | Высшие места в чартах | Высшие места в чартах | Высшие места в чартах | Высшие места в чартах | Высшие места в чартах | Высшие места в чартах | Высшие места в чартах | Высшие места в чартах | Высшие места в чартах | Высшие места в чартах | Сертификации                                                                                                  |
| Альбом                                                                                               | UK                    | AUS                   | AUT                   | FRA                   | GER                   | IRE                   | NLD                   | NZ                    | SWI                   | US                    | CAN                   | Сертификации                                                                                                  |
| --- | --------------------- | --------------------- | --------------------- | --------------------- | --------------------- | --------------------- | --------------------- | --------------------- | --------------------- | --------------------- | --------------------- | --- |
| Lioness: Hidden Treasures - Выпущен: 5 декабря 2011 - Лейбл: Island - Форматы: CD, цифровая загрузка | 1                     | 8                     | 1                     | 2                     | 3                     | 6                     | 1                     | 3                     | 1                     | 5                     | —                     | - UK: 2× Платиновый - AUS: Золотой - AUT: Платиновый - GER: Платиновый - IRE: 2× Платиновый - SWI: Платиновый |

### Бокс-сеты
| Название              | Информация                                                                      | FRA |
| --------------------- | ------------------------------------------------------------------------------- | --- |
| Frank / Back to Black | - Выпущен: 24 ноября 2008 - Лейбл: Island (#1789558) - Формат: бокс-сет на 4 CD | 148 |

### Мини-альбомы
| Название                     | Информация                                                             |
| ---------------------------- | ---------------------------------------------------------------------- |
| Sessions@AOL                 | - Выпущен: 1 июня 2004 - Лейбл: Island - Форматы: digital download     |
| iTunes Festival: London 2007 | - Выпущен: 13 августа 2007 - Лейбл: Island - Форматы: digital download |

## Синглы
| Год  | Сингл                              | Высшее место в чартах | Высшее место в чартах | Высшее место в чартах | Высшее место в чартах | Высшее место в чартах | Высшее место в чартах | Высшее место в чартах | Высшее место в чартах | Высшее место в чартах | Высшее место в чартах | Высшее место в чартах | Альбом        |
| Год  | Сингл                              | UK                    | AUS                   | AUT                   | FRA                   | GER                   | IRE                   | NL                    | NZ                    | SWI                   | US                    | CAN                   | Альбом        |
| ---- | ---------------------------------- | --------------------- | --------------------- | --------------------- | --------------------- | --------------------- | --------------------- | --------------------- | --------------------- | --------------------- | --------------------- | --------------------- | ------------- |
| 2003 | «Stronger Than Me»                 | 71                    | —                     | —                     | —                     | —                     | —                     | —                     | —                     | —                     | —                     | —                     | Frank         |
| 2004 | «Take the Box»                     | 57                    | —                     | —                     | —                     | —                     | —                     | —                     | —                     | —                     | —                     | —                     | Frank         |
| 2004 | «In My Bed» / «You Sent Me Flying» | 60                    | —                     | —                     | —                     | —                     | —                     | —                     | —                     | —                     | —                     | —                     | Frank         |
| 2004 | «Fuck Me Pumps» / «Help Yourself»  | 69                    | —                     | —                     | —                     | —                     | —                     | —                     | —                     | —                     | —                     | —                     | Frank         |
| 2006 | «Rehab»                            | 7                     | 35                    | 19                    | 11                    | 23                    | 21                    | 17                    | 12                    | 11                    | 9                     | 10                    | Back to Black |
| 2007 | «You Know I’m No Good»             | 18                    | —                     | 50                    | 17                    | 77                    | 39                    | —                     | —                     | 7                     | 77                    | 54                    | Back to Black |
| 2007 | «Back to Black»                    | 25                    | —                     | 3                     | —                     | 8                     | 33                    | —                     | —                     | 10                    | —                     | —                     | Back to Black |
| 2007 | «Tears Dry on Their Own»           | 16                    | —                     | —                     | —                     | 56                    | 26                    | —                     | —                     | —                     | —                     | —                     | Back to Black |
| 2007 | «Love Is a Losing Game»            | 46                    | —                     | —                     | —                     | —                     | —                     | —                     | —                     | —                     | —                     | —                     | Back to Black |
| 2008 | «Just Friends»                     | —                     | —                     | —                     | —                     | —                     | —                     | —                     | —                     | —                     | —                     | —                     | Back to Black |

### В качестве приглашённого исполнителя
| Год  | Сингл                                                   | Высшее место в чартах | Высшее место в чартах | Высшее место в чартах | Высшее место в чартах | Высшее место в чартах | Высшее место в чартах | Высшее место в чартах | Альбом    |
| Год  | Сингл                                                   | UK                    | AUT                   | GER                   | IRE                   | NL                    | NZ                    | SWI                   | Альбом    |
| ---- | ------------------------------------------------------- | --------------------- | --------------------- | --------------------- | --------------------- | --------------------- | --------------------- | --------------------- | --------- |
| 2007 | «Valerie» (Марк Ронсон при участии Эми Уайнхаус)        | 2                     | 5                     | 3                     | 3                     | 1                     | 39                    | 4                     | Version   |
| 2007 | «B Boy Baby» (Матиа Буэна при участии Эми Уайнхаус)     | 73                    | —                     | —                     | —                     | —                     | —                     | —                     | Real Girl |
| 2011 | «Body and Soul» (Тони Беннетт при участии Эми Уайнхаус) | —                     | —                     | —                     | —                     | —                     | —                     | —                     | Duets II  |

### Другие песни в чартах
| Год  | Сингл                                | Высшее место в чартах | Высшее место в чартах | Высшее место в чартах | Высшее место в чартах | Высшее место в чартах | Альбом                        |
| Год  | Сингл                                | UK                    | AUT                   | GER                   | IRE                   | SWI                   | Альбом                        |
| ---- | ------------------------------------ | --------------------- | --------------------- | --------------------- | --------------------- | --------------------- | ----------------------------- |
| 2007 | «Valerie» (solo Live Lounge version) | 37                    | 35                    | 84                    | 33                    | —                     | Back to Black: Deluxe Edition |
| 2008 | «Cupid»                              | —                     | —                     | —                     | —                     | 49                    | Back to Black: Deluxe Edition |

## Видеоальбомы
| Год  | Альбом | Примечания |
| ---- | --- | ---------- |
| 2007 | I Told You I Was Trouble: Live in London - Выпущен: 5 ноября 2007 - Лейбл: Universal Music - Форматы: DVD |            |

## Видеоклипы
| Year | Песня                                       | Режиссёр       |
| ---- | ------------------------------------------- | -------------- |
| 2003 | «Stronger Than Me»                          |                |
| 2004 | «Take The Box»                              |                |
| 2004 | «In My Bed»                                 |                |
| 2004 | «Fuck Me Pumps»                             |                |
| 2006 | «Rehab»                                     | Фил Гриффин    |
| 2007 | «You Know I’m No Good»                      | Фил Гриффин    |
| 2007 | «Back to Black»                             | Фил Гриффин    |
| 2007 | «Tears Dry on Their Own»                    | Дэвид Лашапель |
| 2007 | «Love Is a Losing Game» (монтажная версия)  |                |
| 2007 | «Love Is a Losing Game» (концертная версия) |                |
| 2008 | «Just Friends»                              |                |

## Прочие появления
Следующие песни не были выпущены на студийных альбомах Эми Уайнхаус.
| Год  | Песня                              | Альбом                                       |
| ---- | ---------------------------------- | -------------------------------------------- |
| 2004 | «Will You Still Love Me Tomorrow»  | Bridget Jones: The Edge of Reason Soundtrack |
| 2005 | «Best for Me»                      | The Unlikely Lad                             |
| 2008 | «Fool’s Gold»                      | Sex and the City, Vol. 2: More Music         |
| 2010 | «It’s My Party»                    | Q: Soul Bossa Nostra                         |
| 2011 | «Body and Soul» (с Тони Беннеттом) | Duets II                                     |